# Robert Ion
Robert Ion (n. 5 septembrie 2000, București, România) este un fotbalist român, care joacă pe post de atacant la Chiajna în Liga a II-a.
Crescut la FCSB, s-a remarcat jucând la FC Academica Clinceni, unde a fost împrumutat. În iunie 2022, a semnat un contract pentru trei sezoane cu FCV Farul Constanța, dar a plecat după un singur sezon, în care nu a jucat decât trei meciuri în ligă. După o perioadă petrecută la CSM Politehnica Iași, a plecat în 2024 la Concordia Chiajna, în Liga a II-a.